# Erica vallis-fluminis
Erica vallis-fluminis är en ljungväxtart som beskrevs av E.G.H. Oliver. Erica vallis-fluminis ingår i släktet klockljungssläktet, och familjen ljungväxter. Inga underarter finns listade i Catalogue of Life.